# 2e étape du Tour de France 2009
Pour un article plus général, voir Tour de France 2009.
La 2e étape du Tour de France 2009, s'est déroulée le 5 juillet. Le parcours de 187 kilomètres, reliait Monaco à Brignoles. Le Britannique Mark Cavendish s'est imposé au sprint.

## Parcours
Cette deuxième étape qualifiée de « nerveuse » et longue de 187 km longe les côtes méditerranéennes jusqu'à Cagnes-sur-Mer avant de traverser l'arrière-pays nicois et les monts hauts-varois. Les coureurs sont soumis à quatre montées de catégorie 3 et 4 mais l'étape laisse la place belle aux sprinters à l'arrivée à Brignoles avec une ligne droite finale de 320 mètres si toutefois aucune échappée ne parvient à son terme.

## Récit
Peu après le départ de Monaco à 12h20, Français Samuel Dumoulin attaque le premier suivi par Fabian Wegmann, Rinaldo Nocentini et Amets Txurruka. À 1,5 km du sommet de la montée de la Turbie, les échappés se font reprendre et Tony Martin lance une contre-attaque qui lui permet de passer en tête au sommet. Stef Clement, Cyril Dessel, Jussi Veikkanen et Stéphane Augé parviennent à s'échapper du peloton au 13e kilomètre et comptent 1 minute et 25 secondes d'avance lors du sprint intermédiaire de Nice remporté par Cyril Dessel. Au sommet de la côte de Roquefort-les-Pins, classée en 4e catégorie, les quatre échappés crédités de 3 minutes et 35 secondes d'avance voient passer en tête Jussi Veikkanen ; il en est de même lors du sommet de la côte de Tourmon où les échappés comptent 4 minutes et 30 secondes d'avance. Lors du sprint intermédiaire de la Fayence (km 91,5), Stef Clement passe en tête. Lors de la montée de la côte de l'Ange, Jussi Veikkanen bascule en tête et assure sa prise du maillot à pois. Les échappés parviennent encore à assurer leur avance jusqu'au sprint intermédiaire de Lorgues mais l'équipe Team Columbia-HTC qui compte dans ses rangs le sprinter Mark Cavendish, considéré comme un favori pour cette étape, assure le rythme du peloton qui revient progressivement sur les hommes de tête. Ils sont repris à un peu plus de dix kilomètres de l'arrivée et le coureur russe Mikhail Ignatiev part en contre-attaque avant d'être repris à son tour cinq kilomètres plus loin. À 750 mètres de l'arrivée, le sprinter Koldo Fernández rate un virage et chute, entrainant une partie du peloton et forçant plusieurs coureurs à sortir du parcours, dont les sprinters Tom Boonen, Daniele Bennati, Greg Van Avermaet. Mark Cavendish et deux de ses coéquipiers, George Hincapie et Mark Renshaw, ne sont pas gênés par cet incident et mènent le sprint d'arrivée à Brignoles. Le sprinteur britannique parvient à s'imposer assez facilement devant Tyler Farrar et Romain Feillu et prend le maillot vert,.
Le classement général reste inchangé et le Suisse Fabian Cancellara conserve son maillot jaune. Jussi Veikkanen s'empare du maillot à pois et devient le premier Finlandais à porter un maillot distinctif sur le Tour.

## Sprints Intermédiaires
| Premier   | Stéphane Augé | 6 pts |
| Deuxième  | Cyril Dessel  | 4 pts |
| Troisième | Stef Clement  | 2 pts |

| Premier   | Stef Clement  | 6 pts |
| Deuxième  | Stéphane Augé | 4 pts |
| Troisième | Cyril Dessel  | 2 pts |

| Premier   | Stef Clement  | 6 pts |
| Deuxième  | Cyril Dessel  | 4 pts |
| Troisième | Stéphane Augé | 2 pts |

| Premier   | Mark Cavendish  | 35 pts |
| Deuxième  | Tyler Farrar    | 30 pts |
| Troisième | Romain Feillu   | 26 pts |
| Quatrième | Thor Hushovd    | 24 pts |
| Cinquième | Yukiya Arashiro | 22 pts |

## Côtes
| Premier   | Tony Martin     | 4 pts |
| Deuxième  | Markus Fothen   | 3 pts |
| Troisième | Laurent Lefèvre | 2 pts |

| Premier   | Jussi Veikkanen | 3 pts |
| Deuxième  | Cyril Dessel    | 2 pts |
| Troisième | Stéphane Augé   | 1 pt  |

| Premier   | Jussi Veikkanen | 3 pts |
| Deuxième  | Stéphane Augé   | 2 pts |
| Troisième | Cyril Dessel    | 1 pts |

| Premier   | Jussi Veikkanen | 3 pts |
| Deuxième  | Cyril Dessel    | 2 pts |
| Troisième | Stef Clement    | 1 pt  |

## Classement de l'étape
| Classement de la 2e étape | Classement de la 2e étape | Classement de la 2e étape | Classement de la 2e étape | Classement de la 2e étape |
|                           | Coureur                   | Pays                      | Équipe                    | Temps                     |
| ------------------------- | ------------------------- | ------------------------- | ------------------------- | ------------------------- |
| 1er                       | Mark Cavendish            | GBR                       | Team Columbia-HTC         | en 4 h 30 min 2 s         |
| 2e                        | Tyler Farrar              | USA                       | Garmin-Sliptream          | m.t.                      |
| 3e                        | Romain Feillu             | FRA                       | Agritubel                 | m.t.                      |
| 4e                        | Thor Hushovd              | NOR                       | Cervélo TestTeam          | m.t.                      |
| 5e                        | Yukiya Arashiro           | JPN                       | BBox Bouygues Telecom     | m.t.                      |
| 6e                        | Gerald Ciolek             | GER                       | Team Milram               | m.t.                      |
| 7e                        | William Bonnet            | FRA                       | BBox Bouygues Telecom     | m.t.                      |
| 8e                        | Nicolas Roche             | IRL                       | AG2R La Mondiale          | m.t.                      |
| 9e                        | Koen de Kort              | NED                       | Skil-Shimano              | m.t.                      |
| 10e                       | Lloyd Mondory             | FRA                       | AG2R La Mondiale          | m.t.                      |
| modifier                  |                           |                           |                           |                           |

## Classement général
| Classement général à la 2e étape | Classement général à la 2e étape | Classement général à la 2e étape | Classement général à la 2e étape | Classement général à la 2e étape |
|                                  | Coureur                          | Pays                             | Équipe                           | Temps                            |
| -------------------------------- | -------------------------------- | -------------------------------- | -------------------------------- | -------------------------------- |
| 1er                              | Fabian Cancellara                | SUI                              | Team Saxo Bank                   | en 4 h 49 min 34 s               |
| 2e                               | Alberto Contador                 | ESP                              | Astana                           | + 18 s                           |
| 3e                               | Bradley Wiggins                  | GBR                              | Garmin-Slipstream                | + 19 s                           |
| 4e                               | Andreas Klöden                   | GER                              | Astana                           | + 22 s                           |
| 5e                               | Cadel Evans                      | AUS                              | Silence-Lotto                    | + 23 s                           |
| 6e                               | Levi Leipheimer                  | USA                              | Astana                           | + 30 s                           |
| 7e                               | Roman Kreuziger                  | CZE                              | Liquigas                         | + 32 s                           |
| 8e                               | Tony Martin                      | GER                              | Team Columbia-HTC                | + 33 s                           |
| 9e                               | Vincenzo Nibali                  | ITA                              | Liquigas                         | + 37 s                           |
| 10e                              | Lance Armstrong                  | USA                              | Astana                           | + 40 s                           |
| modifier                         |                                  |                                  |                                  |                                  |

## Classements annexes

### Classement par points
| Classement par points | Classement par points | Classement par points | Classement par points | Classement par points |
| --------------------- | --------------------- | --------------------- | --------------------- | --------------------- |
|                       | Coureur               | Pays                  | Équipe                | Point(s)              |
| 1er                   | Mark Cavendish        | GBR                   | Team Columbia-HTC     | 35 points             |
| 2e                    | Tyler Farrar          | USA                   | Garmin-Slipstream     | 30 pts                |
| 3e                    | Romain Feillu         | FRA                   | Agritubel             | 26 pts                |
| modifier              |                       |                       |                       |                       |

### Classement de la montagne
| Classement du meilleur grimpeur | Classement du meilleur grimpeur | Classement du meilleur grimpeur | Classement du meilleur grimpeur | Classement du meilleur grimpeur |
| ------------------------------- | ------------------------------- | ------------------------------- | ------------------------------- | ------------------------------- |
|                                 | Coureur                         | Pays                            | Équipe                          | Point(s)                        |
| 1er                             | Jussi Veikkanen                 | FIN                             | La Française des jeux           | 9 points                        |
| 2e                              | Tony Martin                     | GER                             | Columbia-HTC                    | 6 pts                           |
| 3e                              | Cyril Dessel                    | FRA                             | AG2R La Mondiale                | 5 pts                           |
| modifier                        |                                 |                                 |                                 |                                 |

### Classement du meilleur jeune
| Classement général du meilleur jeune | Classement général du meilleur jeune | Classement général du meilleur jeune | Classement général du meilleur jeune | Classement général du meilleur jeune |
|                                      | Coureur                              | Pays                                 | Équipe                               | Temps                                |
| ------------------------------------ | ------------------------------------ | ------------------------------------ | ------------------------------------ | ------------------------------------ |
| 1er                                  | Roman Kreuziger                      | CZE                                  | Liquigas                             | en 4 h 50 min 6 s                    |
| 2e                                   | Tony Martin                          | GER                                  | Team Columbia-HTC                    | + 1 s                                |
| 3e                                   | Vincenzo Nibali                      | ITA                                  | Liquigas                             | + 5 s                                |
| modifier                             |                                      |                                      |                                      |                                      |

### Classement par équipes
| Classement par équipes | Classement par équipes | Classement par équipes | Classement par équipes |
|                        | Équipe                 | Pays                   | Temps                  |
| ---------------------- | ---------------------- | ---------------------- | ---------------------- |
| 1re                    | Astana                 | Kazakhstan             | en 14 h 29 min 52 s    |
| 2e                     | Team Saxo Bank         | Danemark               | + 31 s                 |
| 3e                     | Garmin-Slipstream      | États-Unis             | + 44 s                 |
| modifier               |                        |                        |                        |

### Combativité
Stef Clement

## Abandons
Aucun abandon